# Szabadbattyán
Szabadbattyán é uma vila da Hungria, situada no condado de Fejér. Tem 33,66 km² de área e sua população em 2019 foi estimada em 4.518 habitantes.